# Hans Puchsbaum

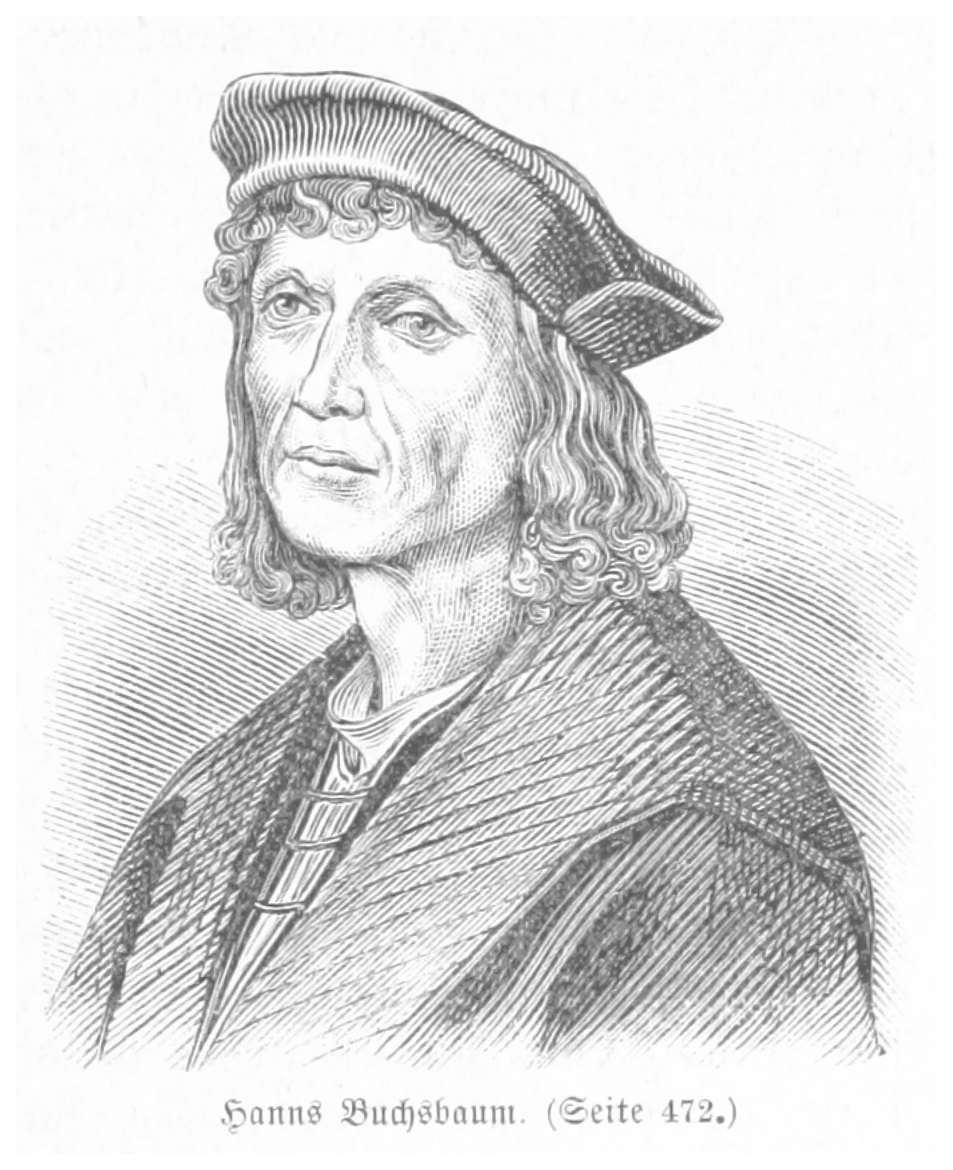
Hans Puchsbaum

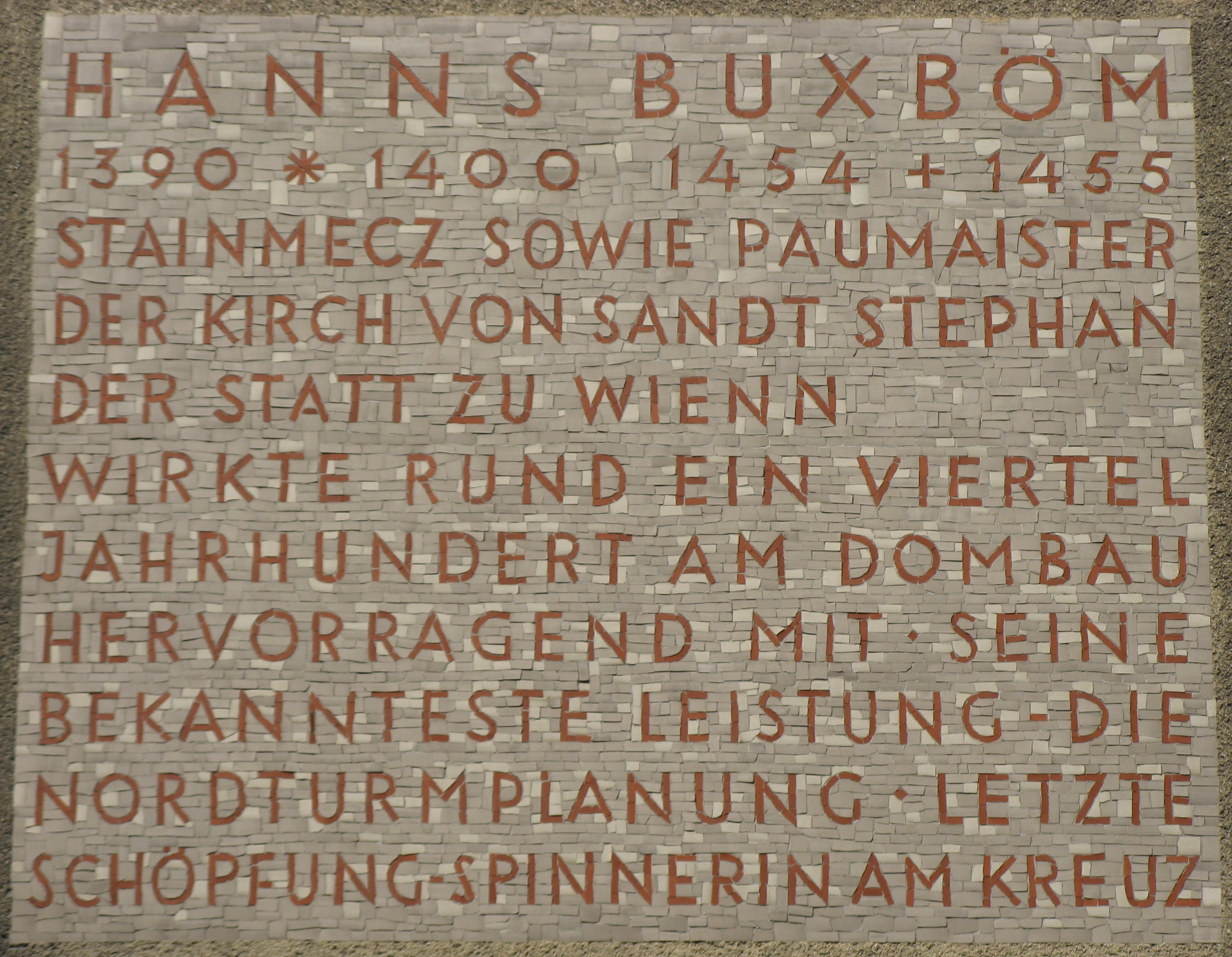
Inschrift Hanns Buxböm, Puchsbaumgasse 60

Hans Puchsbaum oder Puchspaum (* vor 1390; † 1454 in Wien) war ein Architekt und Werkmeister der Gotik und zwischen 1444 und 1454 Vorsteher der Bauhütte des Wiener Stephansdomes.

## Leben
Im Jahre 1418 war Puchsbaum kurzfristig am Bau des Ulmer Münsters beschäftigt, ab 1432 ist er dann in Wien nachweisbar. Vermutlich bereits 1444 wurde er zunächst auf zwei Jahre Leiter der Dombauhütte von Sankt Stephan, 1446 erfolgte seine Anstellung auf Lebenszeit, wo ihm eine ganze visierung und die ingeantwortung des paus, und gewelben des Tomhauses, der Kirchen, und was daran zu pauen ist, übertragen wurde. Gleichzeitig berief er Laurenz Spenning als seinen Parlier, der ihm bei seinem Tod acht Jahre später als Dombaumeister nachfolgte.

## Werke
Puchsbaums erstes eigenständiges Bauwerk war der Neubau des Chores der Stadtpfarrkirche in Steyr, mit dem er 1443 beauftragt wurde. Nach seiner Ernennung zum Dombaumeister in Wien gestaltete er das noch im Bau befindliche Domlanghaus zur Pseudobasilika um und bereitete die Einwölbung vor. 1450 legte er die Fundamente des auch „Adlerturm“ genannten Nordturms, dessen Bau aber erst nach seinem Tod nach neuen Plänen begonnen wurde. Vordringlicher waren zunächst die Renovierungsmaßnahmen am Südturm, der 1449 von einem Blitzschlag betroffen worden war. 1452 erneuerte er zusammen mit seinem Parlier Spenning das 1446 zerstörte Denkmal der Spinnerin am Kreuz,
Trotz der nur kurzen Zeitspanne von einem Jahrzehnt als Dombaumeister von St. Stephan waren ihm in der älteren Forschung viele Werke zugeschrieben worden, für die nun Laurenz Spenning als Urheber gilt. Im Vergleich zum Werk seines Nachfolgers lässt sich sein Stil als eher kubisch und wenig detailliert beschreiben.

## Sage
Die Sage hatte sich bereits früh der Person Hans Puchsbaums bemächtigt, wobei verschiedene Versionen überliefert sind. Allen gemeinsam ist die Tatsache, dass Puchsbaum, entweder durch einen Pakt mit dem Teufel oder durch einen neidischen Altmeister oder Altgesellen, am Bau durch einen Sturz vom Gerüst zu Tode kommt. Schon nach Friedrich Tilmez (1722) sei jener grosse Irrthum/ so zu Tags allenthalben bekannt ist/ und von dem gemeinen Volck vor gewiß gehalten wird/ leichtlichen wiederleget, doch mag hinter der Sage tatsächlich ein tragischer Bauunfall oder ein Generationenkonflikt stehen.

## Rezeption
1872 wurde die Puchsbaumgasse und 1875 der Puchsbaumplatz in Wien-Favoriten nach ihm benannt.